# Heliconius aglaope
Heliconius aglaope är en fjärilsart som beskrevs av Felder 1862. Heliconius aglaope ingår i släktet Heliconius och familjen praktfjärilar. Inga underarter finns listade i Catalogue of Life.